# Live au Forum
Live au Forum è un EP del 1995 contenente quattro esecuzioni live della band inglese dei Radiohead registrati al The Forum il 24 marzo 1995.
Le stesse tracce contenute in questo EP compaiono nel secondo CD del singolo Just, ad eccezione della prima, contenuta nella versione statunitense del singolo High & Dry.

## Tracce
1. Just
2. Bones
3. Planet Telex
4. Anyone Can Play Guitar